# Синегорье (Приморский край)

Синего́рье — село в Кавалеровском районе Приморского края России.

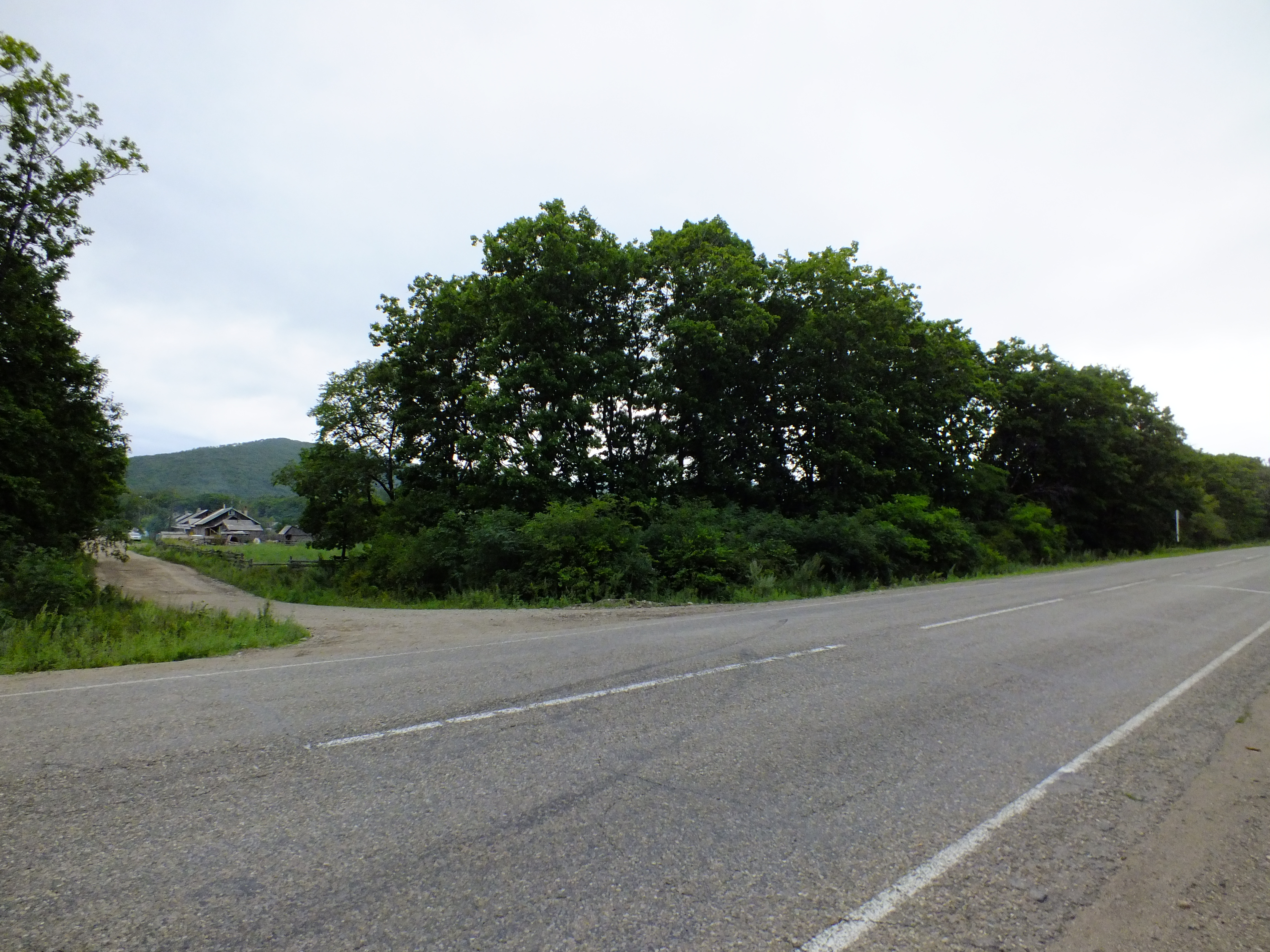
Село Синегорье, вид с автодороги Р447.

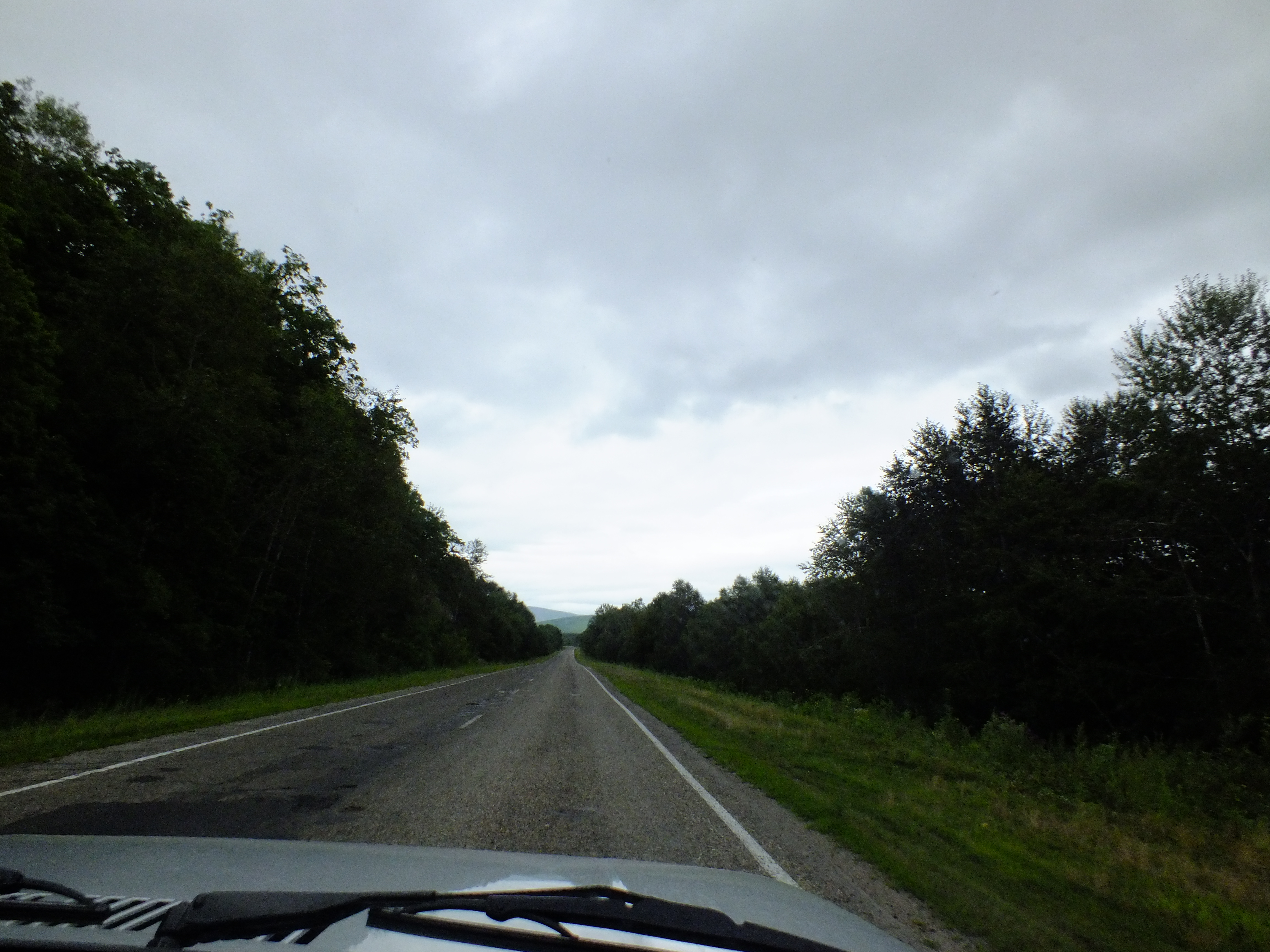
Дорога Кавалерово — Ольга, недалеко от Кавалерово.

Село расположено на левом берегу реки Зеркальная, на автодороге Находка—Кавалерово. До ближайшего посёлка Горнореченский около 2 км, до районного центра Кавалерово около 7 км.
Село связано автобусным сообщением с райцентром, на трассе останавливаются междугородние автобусы, следующие в пос. Ольга.
Основа экономики — сельское хозяйство мясо-молочного направления, сбор дикоросов, лесоперерабатывающее производсьво.
Жители на работу ездят в Кавалерово или трудятся здесь же на пилорамах. Детей на учёбу возят в с. Устиновка.
В селе мирно живут представители разных национальностей. Русские, украинцы, татары и др. 

## Население
| 2002 | 2008 | 2010 |
| ---- | ---- | ---- |
| 305  | ↗322 | ↘251 |